# Derecho del entretenimiento
El Derecho del Entretenimiento o Derecho de Medios es un conjunto de normas jurídicas, que regulan la industria del entretenimiento.  El concepto de Derecho de Entretenimiento surgió inicialmente en el ámbito anglosajón; su práctica supone un enfoque multidisciplinario del Derecho y por ello tiene implicaciones en el ámbito civil y mercantil. La tutela de los intereses jurídicos como el honor, la imagen, la intimidad, la autoría, la marca, la patente, el diseño industrial, la competencia pueden verse afectados según el uso que se haga en  los medios de comunicación y publicidad. Así el ámbito al que se extiende es muy amplio, obteniendo protección desde el Derecho Penal, el Derecho Laboral, el Derecho Mercantil y el Derecho Civil prioritariamente. La tutela de estos derechos se plasma con leyes tales como la Ley Orgánica 1/ 1982, de 5 de mayo sobre protección civil del derecho al honor, a la intimidad personal y familiar y a la propia imagen, La Ley 24/2015 de 24 de julio de Patentes, el Reglamento 316/2017, de 31 de marzo de ejecución de la Ley de Patentes. El Real Decreto 55/2002, de 18 de enero, sobre explotación y cesión de invenciones realizadas en los entes públicos de investigación. La ley de Marcas 17/2001, de 7 de diciembre y su correlativo Reglamento de desarrollo  aprobado por Real Decreto 687/2002, de 12 de julio.La ley Ley 20/2003, de 7 de julio de Protección Jurídica del Diseño Industrial y su Reglamento  aprobado por Real Decreto 1937/ 2004, de 27 de septiembre, la Ley 3/ 1991, de 10 de enero de Competencia Desleal,  La ley 12/1992, de 27 de mayo sobre contrato de agencia y la Ley 34/ 1988, de 11 de noviembre, General de Publicidad. 

## Importancia
La importancia acerca del estudio académico del Derecho del Entretenimiento y los Derechos de Imagen resulta cada día más relevante en atención al constante desarrollo y crecimiento globalizado de las industrias del conocimiento en donde la protección, transferencia y negociación de activos intangibles (composiciones musicales, interpretaciones artísticas, elaboración de manuscritos, creación y desarrollo de obras cinematográficas y teatrales, usos comerciales de imagen, etc.) son asuntos que de una u otra manera no sólo tienen un impacto en las sociedades del conocimiento en diferentes niveles geográficos sino que diferentes empresas e instituciones se pueden ver afectadas por la utilización de intereses objeto de protección jurídica. 
El Derecho del Entretenimiento y los Derechos de Imagen corresponden, principalmente, a una disciplina que debe ser analizada, comprendida y tutelada de forma multidisciplinar  puesto que debido a la globalización y a la facilidad con la que los medios de publicidad en la actualidad  pueden afectar a intereses jurídicos objeto de protección legal.

## Apreciación Global
El Derecho del entretenimiento cubre un área del derecho que implica medios de comunicación de  todo tipo , así medios audiovisuales, radio, televisión, prensa, redes sociales, internet, cinematografía , teatro, producciones literarias, artísticas  y científicas vertidas en cualquier tipo de soporte.
En la industria del cine, los abogados del entretenimiento trabajan con los agentes de  los actores para finalizar los contratos de sus proyectos. Después de que un agente proporcione el trabajo para el actor, el abogado del entretenimiento negocia con el agente y el comprador del talento . Los abogados del entretenimiento están bajo estricta confidencialidad por lo que los detalles de su trabajo se mantienen en secreto. Las descripciones de puestos de algunos abogados del entretenimiento tienen funciones similares a los agentes o publicistas. Ellos no se limitan a realizar los trámites legales, sino que facilitan  la carrera y promoción del cliente.
El Derecho del Entretenimiento constituye una tarea pendiente en países en vías de desarrollo, tanto en sus legislaciones como en los medios de difusión masiva en su promulgación.

## Historia
A medida que la popularidad de los medios se expandió, el campo de la ley de medios se hizo más popular, ya que ciertos profesionales corporativos han querido participar en los medios de comunicación. Como resultado, muchos abogados jóvenes empezaron a dedicarse al derecho de medios, lo que les dio la oportunidad de incrementar sus relaciones en el medio y la oportunidad de convertirse en presentador de medios o tomar un papel principal si se presentara la oportunidad.

## Categorías
El derecho del entretenimiento es generalmente subdividido en las siguientes áreas según el tipo de actividades que tienen sus propios sindicatos específicos, costumbres, jurisprudencia, y estrategias de negociación:
- Cine: cubrir contratos de opción, finanzas, cadena de problemas con el título, los acuerdos de talento (guionista, directores, actores, compositores, diseñadores de producción), producción y posproducción y las cuestiones sindicales, problemas de distribución, negociaciones cinematográficas de la industria de distribución, y cuestiones de propiedad intelectual especialmente en relación con los derechos de autor y, en menor medida, las marcas;

- Multimedia, incluyendo las cuestiones de licencias de software software, el desarrollo y la producción de video juegos, Derecho de tecnologías de la información, y las cuestiones generales de propiedad intelectual;

- Música: incluidos los acuerdos de talento (músicos, compositores), acuerdos de productor, y los derechos de sincronización, negociación de la industria musical y las cuestiones generales de propiedad intelectual, especialmente en relación con los derechos de autor;

- Editorial Cuestiones editoriales y medios de impresión, incluyendo la publicidad, modelo, los acuerdos de autor y cuestiones generales de propiedad intelectual, especialmente en relación con los derechos de autor;

- Televisión y Radio incluyendo las licencias de difusión y las cuestiones reglamentarias, licencias mecánicas, y cuestiones generales de propiedad intelectual, especialmente en relación con los derechos de autor;

- Teatro: incluyendo los contratos de alquiler y acuerdos de coproducción y otras cuestiones legales orientadas a la ejecución;

- Artes Visuales y Diseño incluyendo bellas artes, cuestiones de remesa de obras de arte a los marchantes de arte, los derechos morales de los escultores relativas a las obras en la vía pública; y el diseño industrial, las cuestiones relacionadas con la protección de los elementos de diseño gráfico en los productos.

Difamación (calumnia e injuria), derechos de personalidad y los derechos de privacidad que también surgen en derecho del entretenimiento.

## Áreas
El Derecho del entretenimiento es un campo jurídico que se aplica en las siguientes áreas:
- Publicidad
- Radiodifusión
- Censura
- Confidencialidad
- Desacato
- Derechos de autor
- Derecho Corporativo
- Difamación
- Entretenimiento
- Libertad de información
- Internet
- Tecnologías De La Información
- Privacidad
- Telecomunicaciones